# China Room

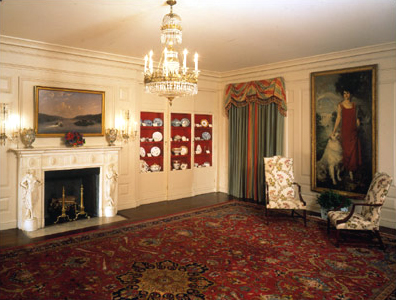
China Room.

La China Room (sala o salón de las porcelanas) es una de las salas en la planta baja de la Casa Blanca, el hogar del presidente de los Estados Unidos. La colección de porcelana estatal de la Casa Blanca es mostrada allí. La colección cubre administraciones de la porcelana china de exportación de George Washington al marfil de Bill Clinton, porcelana amarilla y bruñida de oro que conmemora el aniversario doscientos de la ocupación de la Casa Blanca por John Adams. La sala es usada principalmente por la primera dama para los tés, reuniones, y pequeñas recepciones.

## Historia
Hasta finales del año 1902, cuando el cuarto fue renovado como un espacio de entretenimiento público durante la renovación dirigida por Charles Follen McKim, este cuarto, junto con la mayor parte de la planta baja de la residencia, fue usado para el trabajo de casa y el almacenaje general. McKim reconstruyó el cuarto con detalles a partir del último período georgiano incluyendo moldeados de cala robustos.